# Gallirallus wakensis
El rascón de Wake, rascón de la Wake o rascón de la isla Wake (Gallirallus wakensis) es una especie extinta de ave gruiforme de la familia Rallidae. Era la única especie de ave nativa terrestre del atolón de Wake en el Océano Pacífico. Habitaba en las islas Wake y Wilkes, pero no en Peale, la cual se encuentra separada de las otras por un canal de unos 100 m de ancho.

## Extinción
El rascón de la isla Wake se encuentra clasificado como extinto. Su falta de capacidad para volar y el aislamiento de la geografía de la isla, combinados con la curiosidad del ave y la falta de temor de los humanos, lo convirtieron en una presa fácil de cazar. Se sabe que la extinción tuvo lugar entre 1942 y 1945. Ello se debió a la presencia de miles de tropas japonesas hambrientas aisladas en la isla, combinada con la destrucción inevitable de su  hábitat a causa de las alteraciones militares y el gran bombardeo realizado durante la Segunda Guerra Mundial.